# Patryk Szysz
Patryk Szysz (ur. 1 kwietnia 1998 w Lublinie) – polski piłkarz występujący na pozycji napastnika.

## Kariera klubowa
Absolwent Akademickiego Liceum Mistrzostwa Sportowego WSEI w Lublinie. Jest wychowankiem Górnika Łęczna. Początkowo występował w zespołach juniorskich i drużynie rezerw Górnika. Sezon 2016/2017 Szysz spędził na wypożyczeniu w Motorze Lublin, a 10 stycznia 2019 podpisał 4-letni kontrakt z Zagłębiem Lubin, występującym w Ekstraklasie. W sezonie 2022/2023 został zawodnikiem tureckiego klubu İstanbul Başakşehir.

## Kariera reprezentacyjna
We wrześniu 2019 roku Szysz został powołany przez Czesława Michniewicza do Polski U-21 na mecze eliminacyjne do Mistrzostw Europy U-21 w Piłce Nożnej 2021 z Łotwą i Estonią. W listopadzie 2019 roku Szysz ponownie otrzymał powołanie do zespołu do lat 21 w którym 18 listopada 2019 rozegrał spotkanie towarzyskie z Czarnogórą.